# Ceroplesis signata
Ceroplesis signata es una especie de escarabajo longicornio del género Ceroplesis, subfamilia Lamiinae. Fue descrita científicamente por Waterhouse en 1890.
Se distribuye por Ruanda, Uganda, República Democrática del Congo y Tanzania. Mide 14-21 milímetros de longitud. El período de vuelo de esta especie ocurre en los meses de marzo, noviembre y diciembre.